# Klučovská hora
Klučovská hora je jeden z nejvyšších bodů Stařečské pahorkatiny v Jevišovické pahorkatině. Vrchol Klučovské hory dosahuje v nadmořské výšce 595 metrů. Na vrcholu hory se tyčí telekomunikační věž. V těsném sousedství Klučovské hory je východním směrem Klučov, jímž prochází silnice č. III/36063 míjející od jihu vrchol Klučovské hory a pokračující do Stříteže. Při dobré viditelnosti je z Klučovské hory vidět východní pohoří Alp (Schneeberg – 150 km) nebo vrcholky Malých Karpat nad Bratislavou (130 km).
Severní a východní svahy Klučovské hory jsou odvodňovány do řeky Jihlavy (prostřednictvím potoka Markovky, jižní svahy pak do Rokytné (prostřednictvím potoka Zátoky a Štěpánovického potoka).
Klučovská hora je tvořena biotitickým granitem až křemenným syenitem třebíčsko-meziříčského plutonu. Zalesněna je převážně smrkovým porostem, na jižních svazích je teplomilná vegetace. Asi 450 m na jih od vrchu Klučovské hory se rozkládá chráněné území Klučovský kopec.